# Bibliographie sur Autun
Cette bibliographie sur Autun, non exhaustive, propose une liste d'ouvrages et d'articles classés par thèmes puis alphabétiquement.

## Présentation générale
- Jean Bonnerot, Autun et le Morvan, Paris, H. Laurens, coll. « Les villes d'art célèbres », 1933, 143 p. (BNF 34110311, lire en ligne).
- Denis Grivot, Autun, histoire et guide de la ville, Lyon, Lescuyer, 1968, 80 p. (BNF 33032300).
- Denis Grivot, Autun, Avallon, Civry, coll. « Guide promenade », 1981, 31 p. (ISBN 2-85983-032-4, BNF 34668012).
- Autun de A à Z, publié par la ville d'Autun, Saint-Cyr-sur-Loire, A. Sutton, coll. « De A à Z », 2011, 144 p. (ISBN 978-2-8138-0348-1, BNF 42412459).
- Danièle Bertin (coord.) et Anne Pasquet (dir.), Autun en dates et en chiffres, Paris, Éditions Jean-Paul Gisserot, coll. « Les guides Gisserot », 2013, 62 p. (ISBN 978-2-7558-0463-8, BNF 43657021). Traduit en anglais en 2015 (BNF 44314553).

## Histoire
- Publications de la Société éduenne des lettres, sciences et arts, établie à Autun depuis 1836 (BNF 32870126) :
  -  Mémoires de la Société éduenne, 1844-1845, 1 vol. [lire en ligne] (BNF 32813349) ;
  - Compte-rendu de ses travaux, 1846-1847, 1 vol. [lire en ligne] (BNF 32870127) ;
  - Annales de la Société éduenne, 1853-1862, 3 vol. [lire en ligne] (BNF 32694022) ;
  - Mémoires de la Société éduenne, nouvelle série, depuis 1872 [lire en ligne 49 vol. de 1872 à 1944] (BNF 34410760) ;
  - Tables : colonel Désveaux, Tables des travaux de la Société éduenne, 1839-1892, Autun, Dejussieu, 1892, 95 p. (lire en ligne) ; Charles Boëll et André Gillot, 2e table alphabétique des Mémoires de la Société éduenne, tomes XXI-XL (1893-1912), Autun, Dejussieu et Demasy, 1913, 82 p. (BNF 30507674, lire en ligne) ; 3e table alphabétique des Mémoires de la Société éduenne, tomes XLI-XLIX (1913-1944), Autun, imprimerie Notre-Dame-des-Anges, 1944, 46 p. (lire en ligne)

### Ouvrages anciens

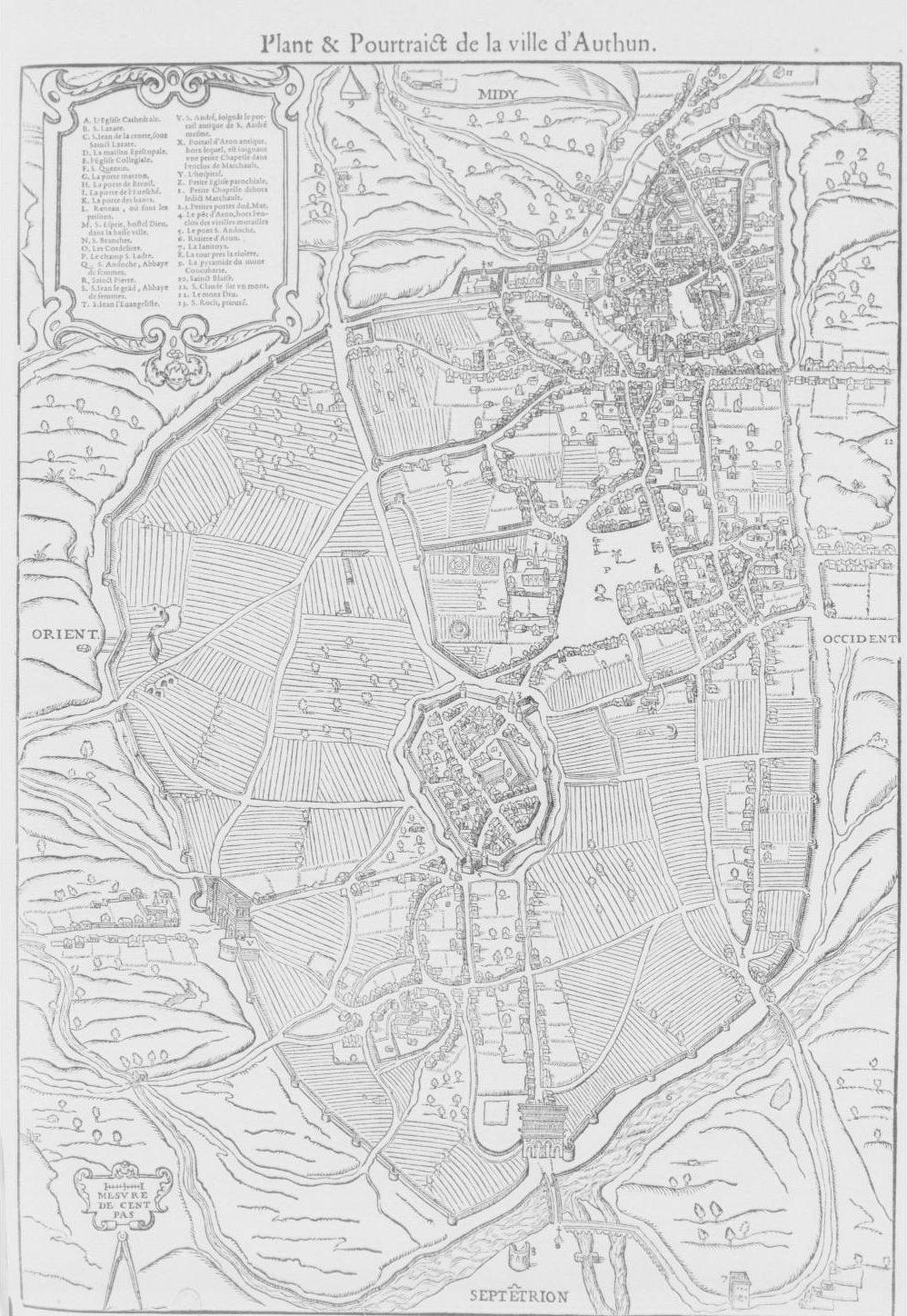
Plan d'Autun par Pierre de Saint-Julien de Balleure publié en 1575 dans La Cosmographie universelle de tout le monde de François de Belleforest.

- (la) Barthélemy de Chasseneuz, Catalogus gloriæ mundi, Lyon, 1546, in-f°, pars XII, cons. LX, p. 294, verso, col. 2.
- Pierre de Saint-Julien de Balleure, Discours de l'illustre et très ancienne cité d'Autun, Paris, Chesneau, 1581, in-f°, 674 p. (BNF 31278197, lire en ligne), p. 204.
- (la) Edmé Thomas (auteur présumé : Jacques Leauté), De antiquis Bibracte, seu Augustoduni monimentis libellus, Paris, Guillelmum, 1650, 44 p. (BNF 31460201, lire en ligne)Manuscrit original de la seconde moitié du XVIe siècle.
- Edmé Thomas, Histoire de l'antique cité d'Autun, Autun, libraire Fr. Dejussieu, 1846 (1re éd. 1660), LXXII-428 p. (BNF 31460202, lire en ligne), p. 52 et 214-220Édition complétée par des notes manuscrites d'Edmé Thomas jamais publiées et des notes ainsi qu'une illustration modernisée de la Société éduenne (édition de Jean-Sébastien Devoucoux avec Joseph de Fontenay).
- Jean Munier (publié par Claude Thiroux), Recherches et mémoires, servans à l'histoire de l'ancienne cité et ville d'Autun, Dijon, P. Chavance, 1660, 160 p. (BNF 30996193, lire en ligne).
- abbé Germain (et Louis Thomassin, non cité), Lettres sur les antiquités d'Autun, années 1720Manuscrit publié dans les Annales de la Société éduenne, Société éduenne des lettres, sciences et arts, 1860, p. 371-503 [lire en ligne].
- Gagnare de Jussieu, Histoire de l'Église d'Autun, 1774, 645 p..
- Claude Courtépée, Description générale et particulière du duché de Bourgogne, t. 3 : Le Bailliage de Beaune, Nuys et le Nuyton, Auxonne et l'Auxonnois, Saint-Jean-de-Lône et le Lonois, les marquisats de Chaussin, de la Perriere, partie de celui de Seurre ; et l'Histoire d'Autun avec l'Autunois, Dijon, imprimeur Causse, 1778, 664 p. (lire en ligne), p. 509-510.
- Joseph Rosny, Histoire de la ville d'Autun, connue autrefois sous le nom de Bibracte, capitale de la République des Éduens, P. Ph. Dejussieu, an xi de la république (1802), 384 p..

### Sources et archives
- Eumène (trad. abbés Landriot et B.-J. Rochet), Traduction des discours d'Eumène, accompagnée du texte, précédée d'une notice historique et suivie de notes critiques et philologiques sur le texte et d'un précis des faits religieux, Autun, Société éduenne, M. Dejussieu et L. Villedey, 1854, 389 p. (BNF 31231259, lire en ligne)Traduction de quatre Panégyriques latins attribués au XIXe siècle au rhéteur Eumène d'Augustodunum : Panégyrique de Constance (297), Discours pour la réparation des écoles méniennes (298), Panégyrique de Constantin (310), Discours d'actions de grâces (312).
- Anatole de Charmasse, Cartulaire de l'Église d'Autun, Autun, Anatole de CharmassePublication en trois volumes (1865, 1880 et 1900) de la Société éduenne des Lettres, Sciences et Arts.
- Harold de Fontenay, Armorial de la ville d'Autun ou recueil des armoiries de ses familles nobles et bourgeoises, de ses évêques, de son clergé séculier et régulier, et de ses corporations civiles et religieuses, Autun, Dejussieu, 1868, 264 p. (BNF 30447949).
- Harold de Fontenay, Épigraphie autunoise : inscriptions du moyen âge et des temps modernes, pour servir à l'histoire d'Autun, t. I, Autun, Dejussieu Père et fils, 1883, 424 p. (BNF 34096702, lire en ligne) ; Harold de Fontenay, Épigraphie autunoise : inscriptions du moyen âge et des temps modernes, pour servir à l'histoire d'Autun, t. II, Autun, Dejussieu Père et fils, 1886, 415 p. (BNF 34096702, lire en ligne).
- publiés par Anatole de Charmasse (préf. Paul Montarlot), Cahiers des paroisses et communautés du bailliage d'Autun pour les états généraux de 1789, suivis des cahiers des trois ordres et d'une iconographie des députés de Saône-et-Loire, Autun, Dejussieu père et fils, 1895, 407 p. (BNF 34058210, lire en ligne).
- Jean-Louis Alexandre et Claire Maître, Catalogue des reliures médiévales conservées à la bibliothèque municipale d'Autun ainsi qu'à la Société éduenne, Turnhout, Brepols, coll. « Catalogue des reliures médiévales », 1997, 124 p. (ISBN 2-503-50708-5, BNF 37034547).
- Claire Maître (dir.) et Institut de recherche et d'histoire des textes, Catalogue des manuscrits d'Autun : Bibliothèque municipale et Société éduenne, Turnhout, Brepols, 2004, 795 p. (ISBN 2-503-51708-0, BNF 39970943), avec un CD-ROM d'accompagnement.
- Nathalie Verpeaux, Jean Favier (dir.) et Jean-Loup Lemaître (dir.), Les obituaires de l'abbaye Saint-Andoche d'Autun, Paris, Académie des inscriptions et belles-lettres - de Boccard, coll. « Recueil des historiens de la France. Obituaires. Série in-8 ° », 2011, 440 p. (ISBN 978-2-87754-276-0, BNF 42734211, lire en ligne).

### Ouvrages généraux
- L. Taverne (ill. E. Perrin), Autun : Époque romaine, époque Moyen-Âge, époque moderne, Autun, Imprimerie L. Taverne et Ch. Chandioux, 1921, 76 p..
- Émile Thevenot (préf. Paul Cazin), Autun, cité romaine et chrétienne : Histoire, monuments, sites, Autun, Imprimerie L. Taverne et Ch. Chandioux, 1932, 298 p.Réédité en fac-similé en 2009 par Le Livre d'histoire, collection « Monographies des villes et villages de France »  (ISBN 978-2-7586-0264-4) (BNF 41480410).
- Denis Grivot, Autun, Lyon, Lescuyer, 1967, 326 p. (BNF 33032299).
- Christiane Clément, Toponymie de l'arrondissement d'Autun, Dijon, 1970, 128 p. (BNF 36100623), mémoire de maîtrise en lettres[1].
- Gustave Vuillemot, Regards sur 19 siècles d'urbanisme autunois : exposition temporaire de documents, novembre 1971 à février 1972, Autun, Musée Rolin, 1971, 43 p..
- Didier Cornaille, Autun, toute une histoire, Précy-sous-Thil, Éditions de l'Armançon, 2004, 115 p. (ISBN 2-84479-064-X, BNF 39176148).

#### Histoire générale religieuse
- Histoire de l'église d'Autun, contenant : 1 ° la naissance de cette église, des mémoires pour servir à l'histoire des évêques d'Autun 2 ° l'établissement des deux églises cathédrales, Autun, P.-P. Dejussieu, 1774 (BNF 36385534).
- abbé F.-E. Péqu, Notice chronologique sur les théologaux de l'église d'Autun, Autun, Dejussieu, 1885, 38 p. (BNF 31078657). Extrait des Mémoires de la Société éduenne, nouvelle série, t. XIII, 1884 [lire en ligne].
- Anatole de Charmasse, Les Prédicateurs de l'Avent et du Carême à la cathédrale d'Autun, 1377-1784, Autun, Dejussieu, 1901 (BNF 34110328). Extrait des Mémoires de la Société éduenne, nouvelle série, t. XXIX, 1901 [lire en ligne].
- Max Prinet, Les Anciennes armoiries de l'évêché d'Autun, Paris, P. Geuthner, 1924, 7 p. (BNF 34088876). Extrait des Mélanges offerts à M. Gustave Schlumberger à l'occasion du quatre-vingtième anniversaire de sa naissance (1924).
- Jean Bertholet (préf. Monseigneur Lebrun, ill. Jean Menand), L'Évêché d'Autun : Étude historique et descriptive, Autun, 1947, 192 p..
- Jean Régnier, Les évêques d'Autun, Dijon, chez l'auteur, 1988, 31 p. (BNF 35410145).

### Histoire antique

#### Histoire générale
- Jules Roidot, Origines d'Augustodunum. Étude critique sur les textes d'Eumène et d'Ammien Marcellin, Autun, Dejussieu, 1871, 60 p. (BNF 31236976). Lue aux séances de la Société éduenne des 20 décembre 1868 et 2 septembre 1871.
- sous la direction d'Alain Rebourg, Sept siècles de civilisation gallo-romaine vus d'Autun, Société éduenne des Lettres, Sciences et Arts, 1985, 168 p..
- Matthieu Pinette et Alain Rebourg, Autun, ville gallo-romaine, Paris, Ministère de la Culture et de la Communication, Sous-direction de l'archéologie, coll. « Guides archéologique de la France », 1986, 118 p. (ISBN 2-11-080907-8, BNF 36630680, lire en ligne).
- Alain Rebourg, Autun, Paris, Académie des inscriptions et belles-lettres, 1993, 238 p. (ISBN 2-87754-025-1, BNF 35679614, présentation en ligne).
- Jean-Pierre Braun, Philippe Fraisse et Patrick Weber (dir.) et CEAA Architecture et archéologie, Autun, atlas des vestiges gallo-romains, t. 2, Paris, Académie des inscriptions et belles-lettres, Ministère de la Culture et de la Francophonie, coll. « Carte archéologique de la Gaule », 1993, 81 p. (ISBN 2-87754-025-2 (édité erroné), BNF 35697551, présentation en ligne).
- Edmond Frézouls (dir.) et Groupe de recherche d'histoire romaine, CNRS, Les villes antiques de la France, t. III : Lyonnaise : Autun, Chartres, Nevers, Paris, de Boccard, coll. « Études d'archéologie et d'histoire ancienne », 1997, 306 p. (ISBN 2-7018-0106-0, BNF 36697278).
- Alain Rebourg et Christian Goudineau (dir.), Autun antique, Paris, Éditions du patrimoine - Centre des monuments nationaux, coll. « Guides archéologiques de la France », 2002, 128 p. (ISBN 2-85822-693-8, BNF 38905674).
- Michel Kasprzyk, Les cités des Éduens et de Chalon durant l'Antiquité tardive (v. 260-530 env.). Contribution à l'étude de l'Antiquité tardive en Gaule centrale, Sciences de l'Homme et Société, Université de Bourgogne, 2005, 400 p. (lire en ligne [PDF]).
- Aqua, la gestion de l'eau à Augustodunum : petit journal de l'exposition, 30 juin-11 octobre 2010, Ville d'Autun-Mu4sée Rolin, Autun, Musée Rolin, 2010, 11 p. (BNF 42236062).
- Vivien Barrière, Les portes de l'enceinte antique d'Autun et leurs modèles (Gaule, Italie, provinces occidentales de l'Empire romain), Université de Bourgogne, 2012, 649 p. (lire en ligne [PDF]).
- Antony Hostein, La cité et l'empereur : Les Éduens dans l'Empire romain d'après les Panégyriques latins, Paris, Publications de la Sorbonne, coll. « Histoire ancienne et médiévale », 2012, 543 p. (ISBN 978-2-85944-712-0, BNF 42743233).
- Yannick Labaune (dir.), Autun antique, Paris, Éditions du patrimoine - Centre des monuments nationaux, coll. « Guides archéologiques de la France », 2014, 144 p. (ISBN 978-2-7577-0331-1, BNF 44500015).

#### Artisanat et industrie
- catalogue par Alain Rebourg avec la collaboration d'Albéric Olivier, L'œuvre au noir : l'emploi du schiste à Augustodunum : exposition, Autun, novembre 1996-mars 1997 / organisée par la Ville d'Autun et le Musée Rolin, Autun, Musée Rolin, 1996, 117 p. (ISBN 901-288 (édité erroné), BNF 35853962).
- Pascale Chardron-Picault (dir.), Hommes de feu, hommes du feu, l'artisanat en pays éduen : catalogue de l'exposition temporaire, 22 septembre 2007-25 janvier 2008, Ville d'Autun-Musée Rolin, Autun, Musée Rolin, 2007, 241 p. (ISBN 901288 (édité erroné), BNF 41131101)
- Corinne Besson, Influences ou diversité dans la bijouterie romaine d'Augustodunum et de Lugdunum, Dijon, Société archéologique de l'Est, 2010, 336 p. (BNF 42711171).

#### Archéologie
- Jean-Sébastien Devoucoux et Joseph-Étienne de Fontenay, Autun archéologique, Autun, imprimeur-libraire Michel Dejussieu, 1848, 300 p. (lire en ligne).
- « Autun, foyer d'art antique et médiéval », numéro d'Histoire et archéologie : Les Dossiers, no 53, mai 1981, 100 p.
- Autun Augustodunum : Capitale des Éduens : exposition, Hôtel-de-Ville, Autun, 6 mars-27 octobre 1985, Autun, Ville d'Autun - Musée Rolin, 1987, 411 p. (BNF 36630916).
- Alain Rebourg, Archéologie à Autun et dans l'Autunois : Fouilles et découvertes récentes, Autun, Musée Rolin, 1987, 87 p. (BNF 36640861), livret de l'exposition temporaire de 1986.
- Métrodore, un philosophe, une mosaïque : Musée Rolin, 6 juillet-30 septembre 1992, Ville d'Autun / exposition réalisé par le Service municipal d'archéologie, Autun, Musée Rolin, 1992, 62 p. (BNF 35524364).
- Pascale Chardron-Picault et Michel Pernot (dir.), Un quartier d'artisanat métallurgique à Autun, Saône-et-Loire : le site du lycée militaire, Paris, Éditions de la Maison des sciences de l'homme, coll. « Documents d'archéologie française. Archéologie préventive », 1999, 316 p. (ISBN 2-7351-0799-X).
- Ville d'Autun - Service archéologique, La nécropole de « Pont-l'Évêque » Autun (Saône-et-Loire), DRAC Bourgogne - Service régional de l'archéologie, coll. « Archéologie en Bourgogne » (no 3), 2006, 12 p. (lire en ligne [PDF])
- Ville d'Autun - Service archéologique, L'enceinte monumentale d'Augustodunum Autun (Saône-et-Loire), DRAC Bourgogne - Service régional de l'archéologie, coll. « Archéologie en Bourgogne » (no 11), 2008, 10 p. (lire en ligne [PDF])
- Bellérophon et la chimère, Autun, Ville d'Autun - Musée Rolin, 2009, 47 p. (ISBN 901288 (édité erroné)), exposition temporaire de 2009.
- Legio VIII Augusta (ill. Yann Kervran), Autun-Bibracte-Alesia. L'aventure de la marche expérimentale romaine, Barr, Calleva, 2013, 111 p. (ISBN 978-2-917582-25-1, BNF 43853431).
- Ville d'Autun - Centre d'archéologie et du patrimoine Alain-Rebourg, Urbani et fabri, évolution d'un quartier à Augustodunum Autun (Saône-et-Loire), DRAC Bourgogne - Service régional de l'archéologie, coll. « Archéologie en Bourgogne » (no 36), 2015, 24 p. (lire en ligne [PDF]).
- Anne Ahü-Delor, Carole Fossurier, Yannick Labaune, Brigitte Maurice-Chabard et Stéphane Venault, Nécroscopie. Une nécropole d'Augustodunum sous le regard de l'archéologie : Exposition temporaire, Autun - musée Rolin, 6 mai-31 octobre 2016, Autun, Musée Rolin, 2016, 69 p. (ISBN 901288 (édité erroné), lire en ligne [PDF]).
- D'un monde à l'autre : Augustodunum de l'Antiquité au Moyen Âge, Autun, Musée Rolin - Autun, 2022, 35 p. (ISBN 978-2-901288-13-8), livret de l'exposition temporaire de 2022.

#### Articles scientifiques
- Pierre Le Gentilhomme, « Le désastre d'Autun en 269 », Annales de la Faculté des lettres de Bordeaux, 4e série, Revue des études anciennes, t. 45, nos 3-4,‎ juillet-décembre 1943.
- Paul-Marie Duval et Pierre Quoniam, « Relevés inédits des monuments antiques d'Autun (Saône-et-Loire) : IV. Le monument de la Gironette », Gallia, t. 21, no 1,‎ 1963, p. 155-189 (lire en ligne).
- Alain Rebourg, « L'urbanisme d'Augustodunum (Autun, Saône-et-Loire) », Gallia, no 55,‎ 1998, p. 141-236 (lire en ligne)
- Yannick Labaune et Michel Kasprzyk, « Autun/Augustodunum, cité des Éduens », Gallia, t. 72, no 1,‎ 2015, p. 195-215 (DOI 10.4000/gallia.1521, lire en ligne).
- Yannick Labaune, « La topographie funéraire antique d'Autun : Bilan et nouvelles propositions à la lumière des découvertes récentes », Bulletin archéologique du Comité des travaux historiques et scientifiques, Comité des travaux historiques et scientifiques, no 25,‎ 2009, p. 97-128 (lire en ligne).

### Histoire médiévale
- Étienne Picard, Compte de la gruerie des bailliages d'Autun et de Montcenis, pour l'année 1419, Autun, Dejussieu, 1877, 65 p. (BNF 31103858). Extrait des Mémoires de la Société éduenne, nouvelle série, t. VI, 1877 [lire en ligne].
- abbé S. T., Vie de Saint-Léger, évêque d'Autun, martyr en 678, Autun, Dejussieu, 1878 (BNF 36501994)
- Anatole de Charmasse, L'église d'Autun pendant la guerre de cent ans : 1358-1373, Autun, Dejussieu, 1898, 135 p. (BNF 34104375). Extrait des Mémoires de la Société éduenne, nouvelle série, t. XXVI, 1898 [lire en ligne].
- Anatole de Charmasse, Le Bailliage d'Autun, 1899, Mémoires de la Société éduenne
- Gabriel Dumay, État militaire et féodal des bailliages d'Autun, Montcenis, Bourbon-Lancy et Semur-en-Brionnais en 1474 d'après un procès-verbal de convocation du ban et de l'arrière-ban, Autun, Dejussieu, 1982, 96 p. (BNF 37473334).
- Marie-Josette Perrat, Le livre au siècle des Rolin : Autun, Bibliothèque municipale, 8 juin-28 septembre 1985, Autun, Bibliothèque municipale, 1985, 73 p. (BNF 35567721).
- Guy Lanoë, Anne Bondeelle-Souchier et Yolanta Załuska, avec la collab. de l'Institut de recherche et d'histoire des textes, CNRS, Regards sur les manuscrits d'Autun : VIe – XVIIIe siècle, Autun, Ville d'Autun, 1995, 150 p. (ISBN 2-9509484-0-5, BNF 35785842).
- Maurice Prou, Catalogue des monnaies mérovingiennes d'Autun, Autun, Dejussieu, 1988, 28 p. (BNF 31154652, lire en ligne).
- Autun, prémices et floraison de l'art roman : exposition, Autun, Musée Rolin, 25 juin-29 septembre 2003, Autun, Musée Rolin, 2003, 91 p. (ISBN 901-288 (édité erroné), BNF 39042609).
- Olivier Bruand, Les origines de la société féodale : l'exemple de l'Autunois (France, Bourgogne), Dijon, Éditions universitaires de Dijon, coll. « Sociétés », 2009, 379 p. (ISBN 978-2-915611-39-7).
- Jacques Madignier, Les chanoines du chapitre cathédral d'Autun : du IXe siècle à la fin du XIVe siècle, Langres, Éditions Dominique Guéniot, 2011, 575 p. (ISBN 978-2-87825-501-0, BNF 42566294).
- Nahalie Verpeaux, Des religieuses, les pieds sur terre et la tête dans le ciel : Saint-Andoche et Saint-Jean-le-Grand d'Autun au Moyen Âge, Turnhout, Brepols, coll. « Ecclesia militans », 2016, 706 p. (ISBN 978-2-503-55442-6, BNF 44365397).

### Histoire moderne
- Anatole de Charmasse, État de l'instruction primaire dans l'ancien diocèse d'Autun pendant les XVIIe et XVIIIe siècles, Autun, M. Dejussieu, 1871, 106 p. (BNF 30224278).
- Harold de Fontenay, La Société d'Autun vers le milieu du XVIIIe siècle, d'après les mémoires de I.-M. Crommelin, de Saint-Quentin, et autres documents inédits, Autun, Dejussieu père et fils, 1877, 87 p. (BNF 36482502). Extrait des Mémoires de la Société éduenne, nouvelle série, 1877 [lire en ligne].
- Hippolyte Abord, Histoire de la réforme et de la ligue dans la ville d'Autun, vol. 2, Autun, Dejussieu père et fils, 1881, 575 p. (lire en ligne), p. 112-113.
- Gabriel-Étienne-Pierre-Claude Theÿras, Autun vers le XVe siècle, Autun, imprimerie Dejussieu père et fils, 1891, 368 p..
- Léon Blin, Paris-Lyon par Arnay-le-Duc ou par Autun ? À propos d'une concurrence postale à la fin du XVIIIe siècle, Autun, Louis Taverne et Charles Chandioux, 1937, 31 p. (BNF 31826093). Extrait des Mémoires de la Société éduenne, nouvelle série, tome XLVIII, 1940 [lire en ligne].
- Autun, entre ruines et chantiers : Descriptions de la ville à la fin du XVIIIe siècle, réédité en 1994 à autun avec une préface de marcel dorigny et des illustrations de jean perrin, 104 p.  (ISBN 2-9508-9110-1).
- Olivier de Brabois, Talleyrand à Autun, Macon, A contrario, coll. « Un homme, un lieu », 2004, 175 p. (ISBN 2-7534-0016-4, BNF 39231321).
- Louis Lagrost et Robert Chevrot (préf. David El Kenz), Les guerres de religion en Autunois et Charolais : édition des visites de feux de 1597-1599, Chagny, Centre de castellologie de Bourgogne, 2016, 279 p. (ISBN 979-10-95034-01-8, BNF 45049691).
- Benoît Garnot, Le clergé délinquant (XIIIe – XVIIIe siècle), Dijon, Éditions universitaires de Dijon, coll. « Publications de l'université de Bourgogne. Série du Centre d'études historiques », 1995, 191 p. (ISBN 2-905965-07-X, BNF 36693247).

### Histoire contemporaine

#### Révolution etXIXesiècle
- Anatole de Charmasse, Jean-Louis Gouttes, évêque constitutionnel du département de Saône-et-Loire, et le culte catholique à Autun pendant la révolution, Autun, Dejussieu, 1898, 470 p. (BNF 30224284). Suite d'une article paru dans les Mémoires de la Société éduenne, nouvelle série, tome XXIII, 1895 [lire en ligne].
- Charles Boëll, Les spectacles républicains à Autun pendant la Révolution, Autun, Dejussieu, 1909, 23 p. (BNF 38685343).
- Charles Boëll (préf. Henry Houssaye), Un chapitre de l'histoire d'Autun, l'année 1814, Autun, J. Coqueugniot, 1899, 43 p. (BNF 30118662).
- Charles Boëll, Un chapitre de l'histoire d'Autun, l'année 1815, Autun, Dejussieu, 1902, 68 p. (BNF 34110332).
- Louis-Marie Guyton, Topographie et statistique médicales de la ville et de la commune d'Autun, Autun, M. Dejussieu et L. Villedey, 1852, 303 p. (BNF 30565654, lire en ligne).
- Louis-Marie Guyton, Mes souvenirs de soixante ans, pour servir à l'histoire d'Autun, manuscrit, 1854[2].
- Et. Lagrange, Basse-cour, faisanderie et volière : l'élevage à la Croix-verte, Autun, Autun, chez l'auteur, 1892, 132 p. (BNF 30718961, lire en ligne).
- Marcel Dorigny, Autun dans la Révolution française, Le Mée-sur-Seine, Éditions Amatteis, 1988-1989 (BNF 34334439), 2 tomes : Économie et société urbaines en 1789, 268 p.  (ISBN 2-86849-051-4) édité erroné ; L'Événement révolutionnaire : du bastion royaliste à la Montagne du département, 1789-1795, 246 p.  (ISBN 2-86849-051-4) édité erroné.
- Marcel Vigreux, La Société d'agriculture d'Autun : 1833-1914, Dijon, Éditions universitaires de Dijon, coll. « Publications de l'Université de Bourgogne. Série Études bourguignonnes », 1990, 242 p. (ISBN 2-251630-68-6, BNF 35157711).
- Anne-Marie Lafay, Autun à la fin du XIXe siècle, Château-Chinon (Ville), Académie du Morvan, 2000, 248 p. (ISBN 2-9509271-3-0).

#### Exploitation minière
- Gilles Pacaud, Autun, berceau de l'industrie schistière dans le monde : aperçu géologique, bref historique, tirage spécial de l'Autunite : bulletin du groupe des jeunes géologues de la société d'histoire naturelle d'Autun, 1972, 127 p..
- Dominique Chabard et Jean-Philippe Passaqui, L'essence autunoise, un carburant national : Patrimoine industriel, scientifique et technique, Autun, Muséum d'histoire naturelle d'Autun, 2006, 99 p. (BNF 43651560).
- Jean-Philippe Passaqui et Dominique Chabard, Les routes de l'énergie : Epinac, Autun, Morvan, Muséum d'histoire naturelle d'Autun, 2007.
- Gilles Pacaud, Autun, berceau mondial de l'industrie schistière, 1837-1957, des mines autunoises de « pétrole », Le Creusot, chez l'auteur, 2011, 148 p. (ISBN 978-2-7466-2741-3).

#### Seconde Guerre mondiale
- Paul Cazin (ill. André Dulaurens), La Bataille d'Autun : Trente lithographies originales de André Dulaurens, Saintyves, 1946, 126 p. : témoignage
- Michel Villard, Ombres et lumières de l'occupation et la libération d'Autun : 1940-1944, Autun, chez l'auteur, 1984, 368 p. (BNF 34780617).
- Michel Villard, Images de l'occupation et de la libération de l'Autunois : le complément photographique à Ombres et lumières de l'occupation et la libération d'Autun, Autun, chez l'auteur, 1985, 40 p. (BNF 35413529).
- Michel Villard (préf. Raymonde et Lucie Aubrac), Album du souvenir : 1940-1944-1994 : Occupation et Libération d'une ville française à travers la photographie, Autun, Autun, J.-C. et G. Pelux, 1994, 152 p. (BNF 36693604).
- Louis Leberger, Les Cahiers du capitaine Maurice, t. 1 : De l'enfance à la Résistance, Paris, La Pensée universelle, 1986, 287 p. (ISBN 2-214-06495-8, BNF 34867986).

#### Depuis 1945
- Joseph Gadrey (préf. Pierre Joxe), Regards sur Autun et le Morvan : Cinquante années d'engagements économiques, politiques, associatifs, Précy-sous-Thil, Éditions de l'Armançon, 2011, 267 p. (ISBN 978-2-84479-164-1, BNF 42582540).
- Caroline Darroux (coord.) et Carole Mongouachon (coord.) (préf. Rémy Rebeyrotte et Jean-Luc Debard, ill. Valérie Edern), Venus d'ailleurs : mémoires en migrance d'habitants de la ville d'Autun, Autun, Ville d'Autun - Maison du patrimoine oral de Bourgogne, 2013, 140 p. (ISBN 978-2-9509484-1-0, BNF 44200088).

## Monuments
- Isaac-Mathieu Crommelin, Description des monuments d'Autun, 1773, 18 p. (lire en ligne), manuscrit offert à l'Académie de Dijon[3].
- Autun pittoresque : Plan de la ville et gravure des principaux monuments, Autun, Bligny-Cottot, 1888, 208 p.Reproduction en fac-similé en 2009 par les Éditions du Bastion (BNF 36642455).
- Harold de Fontenay (précis historique d'Anatole de Charmasse), Autun et ses monuments, Autun, Dejussieu père et fils, 1889, 541 p. (lire en ligne).
- Joseph Déchelette, Guide des monuments d'Autun, Roanne, M. Souchier, 1909, 31 p. (BNF 34110318). Réédité en 1909 à Paris chez A. Picard (BNF 34091512).
- Gérard Chevaux (dir.) et Catherine Loriot (dir.) (préf. Rémy Rebeyrotte), Lire les rues d'Autun : Un regard sur le patrimoine, Nos ancêtres autunois, 2006, 254 p., p. 224-227.
- Anne Pasquet et Irène Verpiot, Le Guide Autun, ville d'art et d'histoire : Musées, architectures, paysages, Paris, Éditions du patrimoine, Centre des monuments nationaux, 2015, 152 p. (ISBN 978-2-7577-0333-5).
- Claude Chermain, Autun, la ville aux trésors : Balades à travers rues et monuments, Autun, chez l'auteur, 2017, 284 p. (ISBN 978-2-9549274-2-8, BNF 45401905).

### Patrimoine antique
- Alain Rebourg (ill. Albéric Olivier), Les Caves-Joyaux ou Le théâtre antique d'Autun : Autun, Musée Rolin, 7 septembre-22 octobre 1991, Autun, Musée Rolin, 1991, 63 p. (BNF 35473029).
- Carine Duthu, Recherches sur les élévations du temple dit de "Janus" à Autun (71) : mémoire de master « histoire et archéologie des mondes antiques », Université de Bourgogne, 2008, 636 p..

### Patrimoine religieux
- Abbé L.-C. Berry, Les Monastères de la visitation Sainte-Marie, Imprimerie Dejussieu Père et fils, 1897, 306 p..
- Denis Grivot (ill. M. Schmidt), Les Cloches de l'Autunois, Typoffset Impression.

#### Cathédrale Saint-Nazaire
- Archéologie d'un cloître, Saint-Nazaire d'Autun, découverte du quartier des chanoines : le groupe épiscopal et canonial de Saint-Nazaire : Autun, Chapelle des bonnes œuvres, exposition du 7 avril au 3 juin 1990, Autun, Ville d'Autun, 1990, 20 p. (BNF 36642117).
- Sylvie Balcon-Berry, Walter Berry et Christian Sapin (dir.), Le groupe épiscopal et canonial d'Autun : 20 ans de recherches archéologiques, Pessac, Ausonius Éditions, 2021, 314 p. (ISBN 978-2-35613-368-7).

#### Cathédrale Saint-Lazare

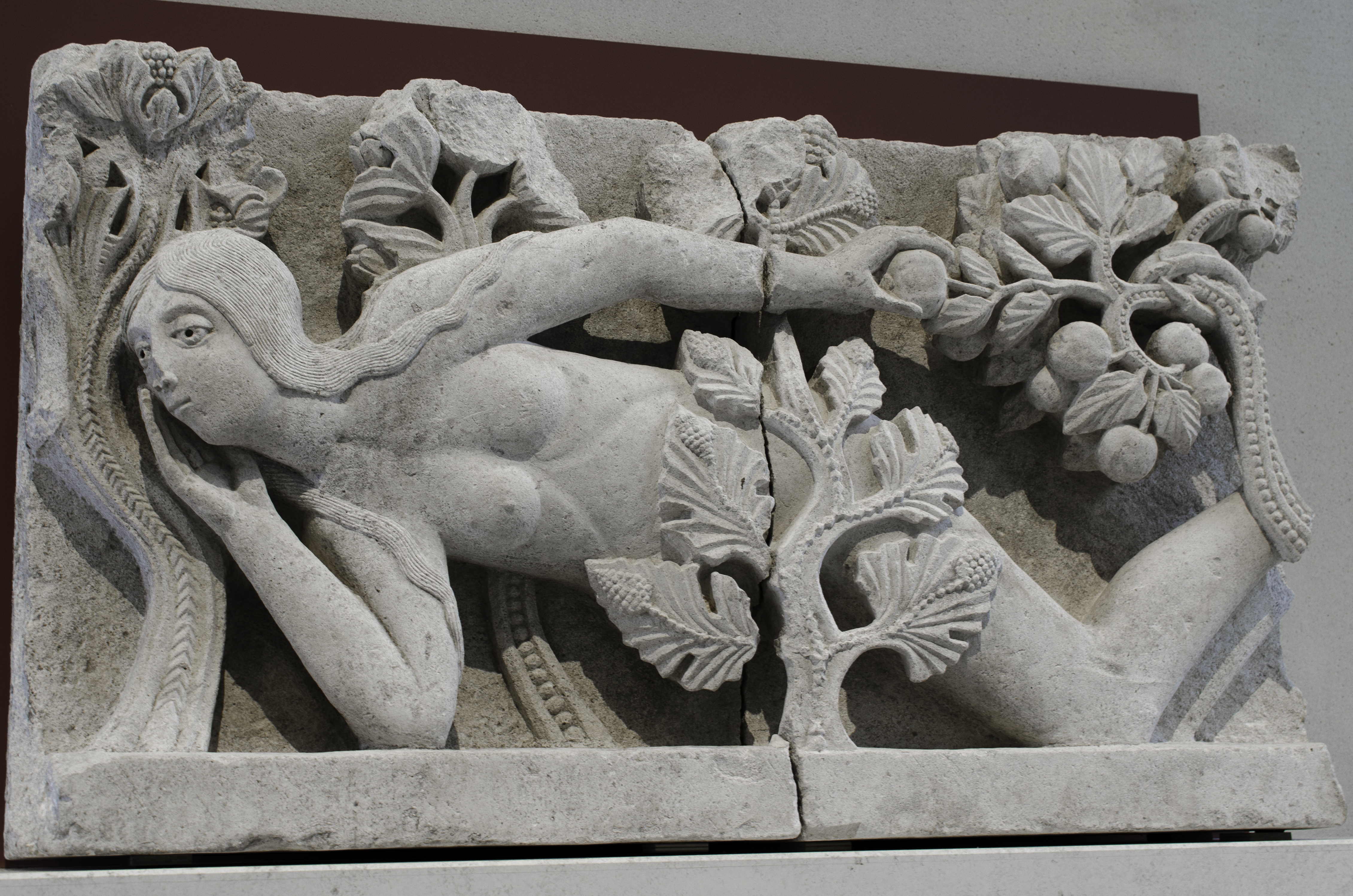
La Tentation d'Ève, vestige du tympan attribué à Gislebert au XIIe siècle. Redécouvert au XIXe siècle.

- Victor Terret, La Cathédrale Saint-Lazare d'Autun : Étude historique et archéologique, Autun, Dejussieu et Xavier, 1919, 28 p. (BNF 31445012). Extrait des Mémoires de la Société éduenne, nouvelle série, t. XLIII, 1919 [lire en ligne].
- L'Institution Saint-Lazare, Autun, Autun, Imprimerie L. Marcelin, Autun, 1922, 80 p..
- Denis Grivot, Le bestiaire de la cathédrale d'Autun, Lyon, Éditions Ange Michel, 1954, 36 p.Réédité par Ange Michel sous le nom Bestiaire d'Autun.
- Denis Grivot, Inventaire d'Autun : avec une visite de la cathédrale et quelques dates de la même cathédrale par le même abbé Denis Grivot, Saint-Léger-Vauban, Abbaye Sainte-Marie de la Pierre-qui-Vire, 1954, 48 p. (BNF 32196952).
- Denis Grivot (ill. Jean Perrin), La Sculpture du XIIe siècle à la cathédrale d'Autun, Saep.
- Denis Grivot, L'Étrange Aventure de la cathédrale d'Autun, Zodiaque.
- Denis Grivot (ill. Denis et Charles Michels, Jean-Pierre Janin et Michel Gauthier), Les vitraux de la cathédrale d'Autun, Sandillon, M.G. Éditions, 32 p..
- René Aucour, avec la participation de Brigitte Maurice-Chabard, Autun, un curé raconte sa cathédrale : père René Aucour, Paris, les Éditions de l'Atelier, coll. « Regarder autrement », 1999, 63 p. (ISBN 2-7082-3431-5, BNF 37071780).
- Denis Grivot, C'était donc la tête du Christ !, Précy-sous-Thil, Éditions de l'Armançon, 2008, 79 p. (ISBN 978-2-84479-119-1, BNF 41272238).
- Cécile Ullmann (dir.), Révélation : le grand portail d'Autun, Lyon, Lieux dits Éditions, 2011, 189 p. (ISBN 978-2-36219-022-3, BNF 42483851).
- Benoît Rivière (dir.), Sylvie Balcon-Berry (dir.), Jacques Madignier (dir.), Christian Sapin (dir.) et André Strasberg (dir.), Autun, la grâce d'une cathédrale, Paris, Éditions Place des Victoires, coll. « La grâce d'une cathédrale », 2020, 441 p. (ISBN 978-2-8099-1882-3).

##### Tympan de la cathédrale
- Denis Grivot, Le Tympan de la cathédrale d'Autun, Imprimerie Goutagny.
- Denis Grivot et George Zarnecki (en) (préf. Paul Deschamps), Gislebertus, sculpteur d'Autun, Clairvaux-les-Lacs, éditions Trianon, 1960, 163 p. (BNF 33226762). Deuxième édition en 1965, Paris, éditions Trianon, 185 p. (BNF 35451027).
- (en) Linda Seidel, Legends in limestone: Lazarus, Gislebertus, and the Cathedral of Autun, University of Chicago Press, 1999, 220 p. (ISBN 0-226-74515-5, BNF 38843518).
- Ève ou La folle tentation. Exposition, Autun, Musée Rolin, 23 juin-15 octobre 2017, 3e rendez-vous du Louvre à Autun, Autun, Ville d'Autun, Musée Rolin, coll. « Les Rendez-vous du Louvre à Autun », 2017, 223 p. (ISBN 978-2-912950-18-5, BNF 45320301).

### Patrimoine civil
- Brève histoire du Lycée Bonaparte d'Autun, précédée d'une étude sur les relations de Rome et d'Autun  (ill. Christian Dejeux), Autun, Lycée Bonaparte, 1986 (BNF 34902164).

- André Coupireau (préf. Maréchal Juin de l'Académie française, ill. Pierre et Jean Perrin), Histoire de l'école militaire d'Autun, 1962, 190 p.La deuxième édition comporte 180 pages.

- Agathe Mathiaut-Legros, La prison panoptique d'Autun : histoire et perspectives, Dijon, Éditions universitaires de Dijon, coll. « Art, archéologie & patrimoine », 2022, 182 p. (ISBN 978-2-36441-459-4).

## Faune et flore
- A. Mangeard, Catalogue des oiseaux qui se reproduisent dans les environs d'Autun et qui ont été observés depuis 1840 jusqu'en 1886 (BNF 43379111). Extrait des Mémoires de la Société d'histoire naturelle d'Autun, sans date.
- Auguste Roche, Biographie de Bernard Renault, avec extrait de ses notices scientifiques, Autun, Dejussieu, 1905, 159 p. (BNF 31230087). Extrait des Mémoires de la Société d'histoire naturelle d'Autun, tome XVIII, 1905.

## Art

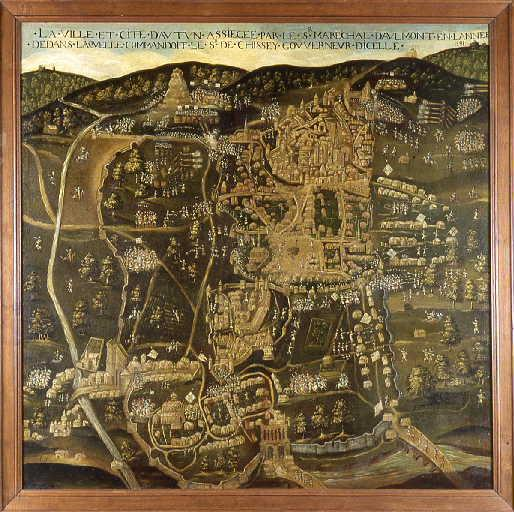
La ville et cité d'Autun assiégée par le SR maréchal d'Aumont en l'année 1591 de dedans laquelle commandoit le SR de Chissey gouverneur dicelle, peinture à l'huile sur toile, 4e quart du XVIe siècle, anonyme, musée Rolin.

### Ouvrages généraux
- Arthur de Gravillon, Discours d'inauguration de la statue de Divitiac à Autun par son statuaire (18 octobre 1894), Lyon, A. Rey, 1894, 16 p. (BNF 30536836)
- Robert Baschet, Autun, ville d'art, Nouvelles Éditions Latines, 1900.
- Jean Bonnerot, Autun, Paris, Henri Laurens, coll. « Memoranda. Les Visites d'art », 1921, 64 p. (BNF 31841773). 2e édition en 1925 (BNF 38714694).
- Denis Grivot (ill. Jean-Pierre Janin), Histoire de la musique à Autun, Autun, chez l'auteur, 1999, 104 p. (BNF 37714949)
- Société autunoise philatélique (préf. Christian Kozar et Rémy Rebeyrotte), Autun, petite histoire postale et philatélique, Autun, Société autunoise de philatélie, 2006, 130 p. (BNF 45026700).
- Laurent Gaillard, en collaboration avec Florence Amiel Rochette et Jean-Louis Charlot, Les peintres d'Autun, 1900-1950 : Une inspiration en terre autunoise : une école de peinture entre ville et ruralité, Paris, Somogy Éditions d'art, 2017, 143 p. (ISBN 978-2-7572-1217-2, BNF 45256815).

### Artistes
- Paul Cazin, 1881-1963 : Bibliothèque municipale d'Autun, 5 juin-7 septembre 1974  (préf. Marie-Hélène Millot), Autun, Bibliothèque municipale, 1974, 25 p. (BNF 34981365).
- Gustave Vuillemot, Louis Charlot, peintre du Morvan : Sommant 1878-Uchon 1951 : exposition temporaire, 1976, Musée Rolin, Autun, Autun, Musée Rolin, 197, 23 p. (BNF 34583402).
- Jacques Thuillier et catalogue par Sylvain Laveissière (préf. Gustave Vuillemot), Adrien Guignet, peintre, 1816-1854 : Autun, Musée Rolin, 23 juin-24 septembre 1978, Annecy, Musée-Château, 20 octobre-20 novembre 1978, Autun, Musée Rolin, 1978, 64 p. (BNF 34614703).

## Photographies
- Rose-Marie Benedet, Jean-Claude Ponnelle et Michel Villard (préf. Denis Grivot), Notre Autun, souvenons-nous d'hier et d'aujourd'hui, Autun, Cercle Eumène, 1985, 92 p. (BNF 34967818), recueil de cartes postales anciennes.
- Francisco Belchior (ill. André Dulaurens), Un voyage à Autun en 1900 : Une promenade dans le temps à travers les cartes postales, Autun, Francis Belchior et André Dulaurens, 1985, 112 p. (BNF 34915721).
- Francisco Belchior, Autun d'autrefois : une évocation du passé à travers les photos et les cartes postales anciennes, Chissey-en-Morvan, chez l'auteur, 1989 (BNF 34312899), 2 tomes : La vie militaire à Autun à la Belle Époque, 86 p.  ; Vie quotidienne et paysages d'Autun à la Belle Époque, 187 p.
- L'Autunois en 1900 : Photographies de Georges André, Inventaire général des monuments et des richesses artistiques de la France, Dijon, Association pour la connaissance du patrimoine de Bourgogne, coll. « Images du patrimoine », 1993, 78 p..

## Collections

### Collections de la bibliothèque municipale
- Marie Pellechet, Catalogue des livres de la bibliothèque d'un chanoine d'Autun, Claude Guilliaud, 1493-1551, Paris, Alphonse Picard et Autun, Dejussieu père et fils, 1890, 239 p. (BNF 31074852). Extrait des Mémoires de la Société éduenne, nouvelle série, tome XVIII.
- André Gillot et Charles Boëll, Supplément au Catalogue de la bibliothèque de Claude Guilliaud, chanoine d'Autun (1493-1551), Autun, Imprimerie et librairie Dejussieu, 1910, 79 p. (BNF 30507673). Extrait des Mémoires de la Société éduenne, nouvelle série, tome XXXVIII, 1910  [lire en ligne].
- André Gillot et Charles Boëll, Catalogue des incunables de la bibliothèque publique d'Autun, Autun, Dejussieu et Demasy, 1911, 195 p. (BNF 30507672). Extrait des Mémoires de la Société éduenne, tome XXXIX, 1911 [lire en ligne].
- Marie-Hélène Millot, Le Livre illustré dans les collections de la Bibliothèque municipale : XVe – XVIIe siècle, Autun, Bibliothèque municipale, 1975 (BNF 36598820).
- Le Livre illustré dans les collections de la Bibliothèque municipale : XVIIIe – XXe siècle, Autun, Bibliothèque municipale, 1976 (BNF 36599013).
- Bibliothèque municipale d'Autun, Fonds du Séminaire et de l'Évêché, Paris, Bibliothèque nationale, coll. « Recensement des livres anciens des bibliothèques françaises. Travaux préparatoires », 1977 (ISBN 2-7177-1341-7, BNF 45112804).
- Marie-Josette Perrat, Voyageurs, aventuriers, explorateurs dans les collections de la Bibliothèque municipale : Autun, 1er juillet-1er octobre 1977, Autun, Bibliothèque municipale, 1977, 27 p. (BNF 36598833).
- Marie-Josette Perrat, Les Livres de la vie quotidienne dans les collections de la Bibliothèque municipale : Autun, 1er juillet-1er octobre 1978, Autun, Bibliothèque municipale, 1978, 12 p. (BNF 36598834).
- Trésors manuscrits de la Bibliothèque d'Autun : 20 juin-12 juillet 1980, Autun, Bibliothèque municipale, Autun, Bibliothèque municipale, 1980, 18 p. (BNF 34673966).
- Marie-Josette Perrat, Surnaturel et fantastique dans les collections anciennes de la Bibliothèque municipale : exposition, 10 juillet-1er octobre 1982, Autun, Autun, Bibliothèque municipale, 1982, 44 p. (BNF 34717892).

### Collections du musée Rolin
- Matthieu Pinette, Bénédicte Sarot et André Strasberg, La Statuaire en bois dans les collections du Musée Rolin : 10 juillet-31 octobre 1982, Musée Rolin, Autun, Autun, Musée Rolin, 1982, 71 p. (BNF 34735256).

## Littérature

### Mémoires et témoignages
- Isaac-Mathieu Crommelin, Mémoires de I-M Crommelin, de St-Quentin, le dernier de sa race en France, s. l. n. d. (entre 1778 et 1823), 218 p. Isaac-Mathieu Crommelin (1730-1825) a vécu à Autun entre 1760 et 1778[3].
- Association Lire en Pays autunois, Témoignages, extraits de textes relatifs à la ville d'Autun : Eumène, Saint Julien de Baleure, Bussy-Rabutin, Courtépée, Mérimée, Paul Cazin, Umberto Eco : 1re fête du livre autour du livre de pays, Autun, 16 et 17 mai 1998, La Tasnière, Éditions du Pas de l'Âne, 1998, 42 p. (ISBN 2-9510679-4-1, BNF 37067785).
- Yves Lerouge, Autun pour moi : mon histoire... dans l'histoire, 2020, 170 p. (ISBN 978-2-9575143-0-4, BNF 46682851).

### Récits de voyageur
- Xavier Forneret, Voyage d'agrément de Beaune à Autun, fait pour la première fois le 8 septembre 1850, Dijon, Vve Decailly, 1851, 28 p. (BNF 30450287).
- Philip Gilbert Hamerton (trad. et présentation de Jérôme Lequime avec la collab. de Catherine Delamarre), Une visite d'Autun par P.-G. Hamerton en 1882, La Tannière, Éditions du Pas de l'Âne, 1996, 71 p. (ISBN 2-9510679-0-9, BNF 35859461)Extraits traduits de la revue d'art britannique The Portfolio, numéros parus en 1882.

### Poésie
- Jean Ballereau, Rimes autunoises, Chalon-sur-Saône, Sordet-Montalan, 1887, 56 p. (BNF 30049986).
- Jean Ballereau, Bibracte, Augustodunum, Autun, cantate, paroles de J. Ballereau, musique de A. Verny, chantée sur le théâtre d'Autun en septembre 1861, Autun, F. Girardot, 1861, 3 p. (BNF 30049982).
- Jean Ballereau, Ronde finale du chemin de fer d'Autun, paroles de J. Ballereau, chantée sur le théâtre d'Autun, le jour de l'inauguration de la ligne, Autun, Duployer, 1867, 1 p. (BNF 30049987).
- Jean Ballereau, Voyage en chemin de fer d'Autun au Creusot, Autun, Dejussieu, 1868, 1 p. (BNF 30049988, lire en ligne). Seconde édition en 1872 (BNF 30049989).
- Denis Grivot (ill. Pierre Belzeaux), Le Monde d'Autun, Saint-Léger-Vauban, Éditions Zodiaque, coll. « Les points cardinaux », 1965, 202 p. (BNF 37527908).

### Romans
- Marc Normand, d'après le spectacle mis en scène par Jean-Claude Baudoin (ill. Jean-Luc Melot), Il était une fois Augustodunum, Autun, Office du tourisme, 1993, 43 p. (BNF 35706157).
- Marc Igny, Sous la botte, mais Autun, Saint-Denis, Éditions Édilivre, 2018, 371 p. (ISBN 978-2-334-04073-0, BNF 45199075)Réédité en 2018 avec 389 pages  (ISBN 978-2-414-18852-9) (BNF 45491243).
- Vulpes vulpes (pseudonyme d'Agnès Puerto et René Cubaynes), Scripta manent, Autun, VIII Éditions, 2018, 170 p. (ISBN 979-10-97336-01-1, BNF 45476703).
- Laurent Cabot, Meurtre au praetorium, Autun, Human-Hist VIII Éditions, 2021, 141 p. (ISBN 979-10-97336-05-9, BNF 46715816).

### Bande dessinée
- Retour en autunois, Éditions de Bourgogne, Messigny-et-Vantoux, 2014
Scénario : Maxime Noyon - Dessin : Yas Munasinghe - Couleurs : Myriam Ayoul - (ISBN 978-2-902650-34-7).
- Human, Sous les étoiles, Vents du Morvan, 2017, 74 p. (ISBN 978-2-9560012-0-1).